# Ostronpaddfisk
Ostronpaddfisk (Opsanus tau L.) är en saltvattenfisk som lever i västra Atlanten vid USA:s östkust. Den största uppmätta längden på ett vildfångat exemplar är 43,2 centimeter. Fisken har odlats i fångenskap.
Arten är bland annat känd för att fyra exemplar, tillsammans med 229 stycken svärdbärare, medfördes ombord på Spacelab i rymdfärjan Columbia, den 17 april 1998. Fiskarna tjänade som forskningsobjekt i uppdraget STS-90, och man valde just ostronpaddfisken på grund av dess stora härdighet. Målet med undersökningen var att studera hur fiskarnas hjärnor och centrala nervsystem påverkades av den låga gravitationen i omloppsbanor nära jorden.